# Braço de Ferro (telenovela)
Braço de Ferro é uma telenovela brasileira produzida e exibida pela Band entre 9 de maio e 25 de novembro de 1983, sendo exibida às 17h30 por ser voltada ao público infantil. Escrita por Marcos Caruso, sob direção de Jayme Monjardim, direção geral de Roberto Talma e Sérgio Galvão.
Conta com Selton Mello, Wendel Bezerra, Ulisses Bezerra, Marcos Quintela, Ruy Afonso, Jussara Freire, Noemi Gerbelli e Jandira Martini nos papéis principais.

## Enredo
Na Mooca, em São Paulo, um grupo de crianças funda um clubinho em um antigo casarão abandonado, onde Raimundo, Pituca e Luisão disputam a presidência. Porém o dono do terreno, o rico Gastão Maia, quer derrubar o casarão para construir um supermercado, começando um verdadeiro "braço de ferro" contra as crianças. No bairro ainda as confusões criadas pelas primas Odete e Odetinha, que se detestam por ter o mesmo nome, o veterinário Álvaro, que ajuda as crianças com o cãozinho Esqueleto, mascote do clubinho, e o triângulo entre o dono da padaria Porfírio, a florista Celina e o policial Mr. John.

## Elenco
| Ator                | Personagem                |
| Infantil            | Infantil                  |
| ------------------- | ------------------------- |
| Selton Mello        | Raimundo (Raí)            |
| Wendel Bezerra      | Rodrigo                   |
| Ulisses Bezerra     | Tutuca                    |
| Marcos Quintela     | Luisão                    |
| Viviane Rippi       | Mariana                   |
| Wallace Dascrove    | André                     |
| Patrícia Sotopietro | Norma                     |
| Rosana Fogaça       | Berenice                  |
| Jolly Fernandes     | Fernanda                  |
| Gustavo Arditti     | Borracha                  |
| Adulto              |                           |
| Ruy Afonso          | Dr. Gastão Maia           |
| Jussara Freire      | Odete Pereira             |
| Noemi Gerbelli      | Odetinha Pereira          |
| Jandira Martini     | Dona Ema                  |
| Aldo César          | Porfírio                  |
| Walter Stuart       | Professor Eticétera (Etc) |
| Geraldo Del Rey     | Dr. Álvaro                |
| Régis Monteiro      | Milton                    |
| Linda Gay           | Milú                      |
| Xandó Batista       | Ulisses                   |
| Elizabeth Hartmann  | Elizângela                |
| Weslley Sbizera     | Luisinho                  |
| Suzana Lakatos      | Vera                      |

### Participações especiais
| Ator              | Personagem      |
| ----------------- | --------------- |
| Miriam Mehler     | Fátima          |
| Paulo Novaes      | Ricardo         |
| Oswaldo Campozana | "Seu" Alarico   |
| Danúbia Machado   | Gegê            |
| Elias Gleizer     | Padre Ferdenuto |

## Trilha sonora
- Cavalo Selvagem - Pipoca Voadora
- O Vira - Pipoca Voadora
- O Pato - Pipoca Voadora
- Louco criador - A Turma Toda
- Blusa de lã - Shampoo
- Aventureiro - Pipoca Voadora
- Fórmula mágica - Projeto XK
- Banho de cacoeira - César Rossini
- Braço de ferro- Projeto XK (tema de abertura)
- Oce tem que ser um menino - Wilson Simonal
- O gênio - Pipoca Voadora

## Reprise
Foi reprisada entre 3 de janeiro a 13 de abril de 1984.